# Гюнтер XLIII (Шварцбург-Зондерсхаузен)
Гюнтер I (XLIII) фон Шварцбург-Зондерсхаузен (на немски: Günther I (XLIII) von Schwarzburg-Sondershausen; * 23 август 1678 в Аулебен; † 28 ноември 1740 в Зондерсхаузен) е от 1720 до 1740 г. княз на Шварцбург-Зондерсхаузен, граф на Хонщайн, господар на Зондерсхаузен, Арнщат и Лойтенберг 1721 г.
Той е син на княз Христиан Вилхелм фон Шварцбург-Зондерсхаузен (1647 – 1721) и първата му съпруга графиня Антония Сибила фон Барби (1641 – 1684), дъщеря на граф Албрехт Фридрих фон Барби и Мюлинген.
Още когато баща му е жив, той поема управлението през 1720 г. Той наследява баща си 1721 г. според наследствения договор от 1713 г. Той строи 1726 г. нова църква в Йехабург (днес част от Зондерсхаузен) и принцова къща в Зондерсхаузен.
Гюнтер XLIII се жени на 2 октомври 1712 г. в Бернбург за принцеса Елизабет Албертина фон Анхалт-Бернбург (* 31 март 1693 в Бернбург; † 7 юли 1774 в Арнщат), дъщеря на княз Карл Фридрих фон Анхалт-Бернбург (1668 – 1721) и съпругата му София Албертина фон Золмс-Зоненвалде (1672 – 1708). Те нямат деца. Бракът им е щастлив. Между 1729 и 1734 г. той построява за нея княжеския палат в Арнщат като вдовишка резиденция.
Понеже няма деца през 1740 г. е наследен от полубрат му Хайнрих XXXV.